# سوی نوردرن گس پایپلاینز
سوی نوردرن گس پایپلاینز ({{lang-ur|سوئی ناردرن گیس پائپ لائن لمیٹڈ) شرکت انتقال و توزیع گاز پاکستانی است، که در سال ۱۹۶۳ تأسیس شد.